# Lindsey Coffey
Lindsey Marie Coffey (nacida el 8 de enero de 1992) es una modelo, activista y reina de belleza estadounidense. Fue coronada como Miss Tierra 2020. Coffey fue coronada previamente como Miss Earth USA 2020, convirtiéndola en la primera representante de los Estados Unidos en ganar el título de Miss Tierra.

## Primeros años y educación
Coffey es oriunda de Centerville, Pensilvania. Su bisabuela era italiana y emigró a los Estados Unidos. Afirma estar relacionada con la reina María Antonieta, la última reina francesa antes del comienzo de la Revolución francesa.
Fue una estudiante de honor y se clasificó como una de las mejores saltadoras de altura universitarias de Pensilvania. Se inscribió en el programa de pre-derecho y se graduó con una licenciatura en ciencias políticas y una especialización en artes de la comunicación y redacción profesional, de Washington & Jefferson College. Durante sus estudios universitarios, se centró en las estructuras gubernamentales, las políticas públicas y el comportamiento político. Amplió sus estudios al teatro, la retórica, el periodismo, la oratoria, además de estudiar el arte de la ciudadanía en la sociedad cívica y profesional. Su educación continuó en el extranjero en Italia, Turquía, Chipre, Israel y Grecia. Después de completar su educación, Coffey comenzó a trabajar como modelo profesional a tiempo completo.

## Carrera
Coffey fue descubierta en un centro comercial en Rhode Island cuando tenía 12 años. Comenzó su carrera como modelo a tiempo completo en el 2012 firmando con una agencia de Nueva York.
Apareció en varios editoriales de Vogue, Cosmopolitan y Grazia. Coffey apareció en la portada de la edición de Her World Vietnam en noviembre de 2021 para celebrar el 13.º aniversario de la revista, donde habló sobre cómo promovió su defensa del medio ambiente durante la pandemia de COVID-19 y alentó a los influencers de la moda a convertirse en defensores del medio ambiente. A esto le siguió su aparición en la portada de la edición de Vietnam de la revista Harper's Bazaar en la edición de diciembre de 2021, donde habló sobre los cuatro principales contribuyentes a la crisis climática, incluida la pérdida de biodiversidad, la crisis del agua, la contaminación y el calentamiento global. Coffey apareció en la portada de Harper's Bazaar Vietnam tres veces desde diciembre de 2021 hasta marzo de 2022.

## Carrera en concursos de belleza

### Miss Earth USA
Coffey compitió y ganó el concurso Miss Earth USA 2020 el 8 de agosto de 2020.
Ella coronó a su sucesora Marisa Butler como Miss Earth USA 2021 el 17 de enero de 2021, llevado a cabo en el Teatro Linda Chapin en el Centro de Convenciones del Condado de Orange en Orlando, Florida, Estados Unidos.

### Miss Tierra

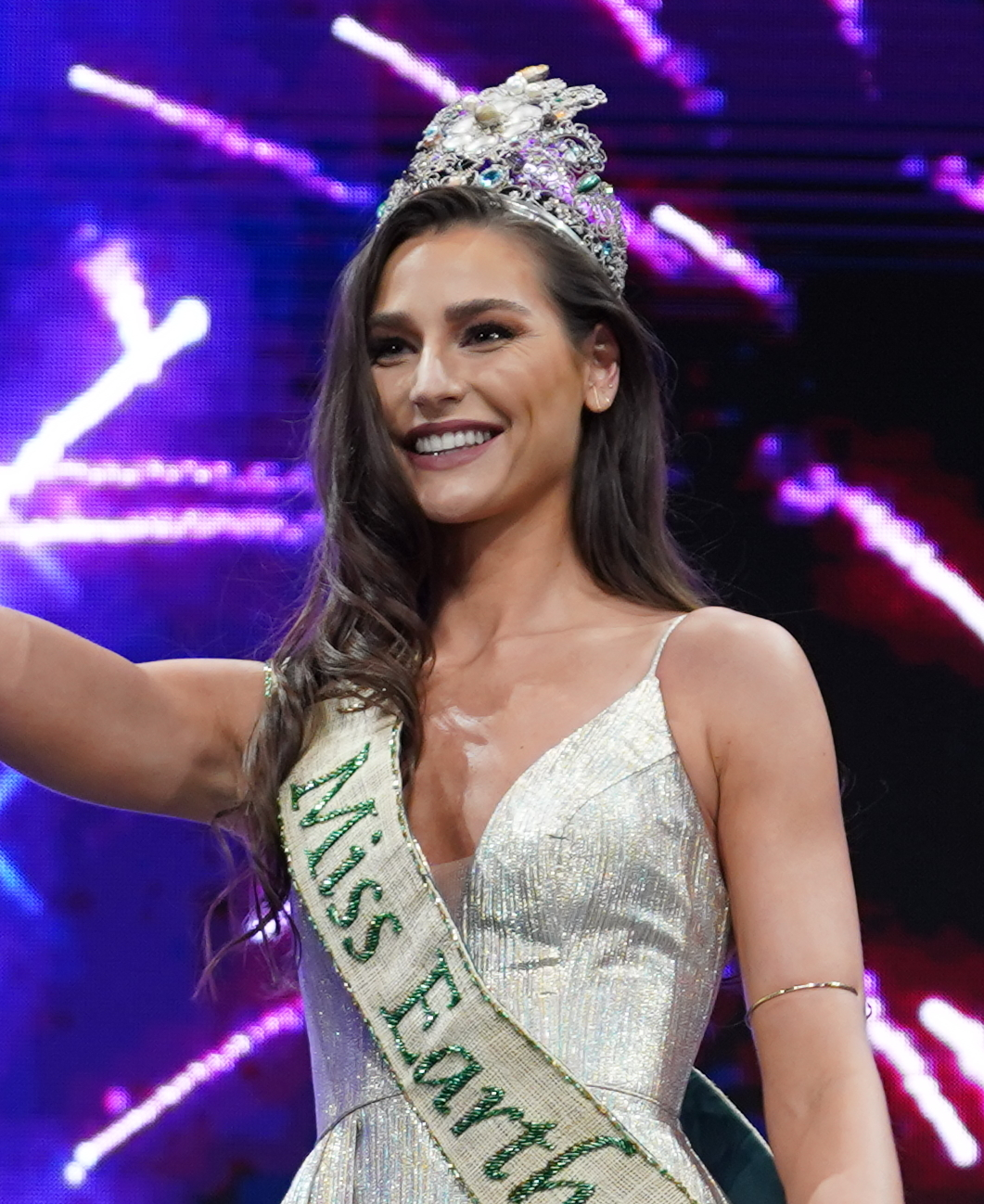

Coffey representó a los Estados Unidos en el concurso Miss Tierra 2020 y compitió con otras 83 candidatas de varios países, que se llevó a cabo de manera virtual debido a las restricciones causadas por la pandemia de COVID-19. Sucedió a Miss Tierra 2019 Nellys Pimentel de Puerto Rico en la coronación final llevada a cabo el 29 de noviembre de 2020. Ella es la primera mujer de los Estados Unidos en ganar la corona desde que comenzó el concurso en 2001, aunque representantes anteriores de los Estados Unidos se habían posicionado como reinas elementales en los años anteriores.